# Fort de l'Éguillette
Le fort de l'Éguillette est un ouvrage militaire situé sur la commune de La Seyne-sur-Mer (Var, France) sur la corniche Bonaparte. 
Il fait partie d'une ensemble de fortifications édifiées pour protéger la rade de Toulon. Il fut construit entre 1674 et 1685, protégeant la rade de l'intrusion de navires ennemis mais également le rivage seynois. Contrairement aux formes rondes de la tour Royale ou au fort de Balaguier, le fort présente  une architecture carrée avec une tour et deux ailes obliques constituées à l'origine de parapet et embrasures à ciel ouvert équipées de 22 canons. Batterie basse, elle permettait un tir rasant destiné à toucher les coques en bois des navires de l'époque. Un four à boulets est mentionné en 1775. Au milieu du XIXe siècle, la batterie de gauche est casematée pour faire face aux progrès de l'artillerie, celle de droite qui risquait de faire feu sur l'arsenal si le fort était pris est remblayée. 
Le fort fut déclassé le 5 février 1877 puis servit de casernement à des troupes d'infanterie de Marine. Il fut cédé à la Marine nationale le 10 août 1924 qui s'en servit pour abriter des ateliers et des magasins de défenses sous-marines. En 1997, fut lancée une grande opération de restauration et le fort, toujours propriété de la marine, sert aujourd'hui pour des expositions et des manifestations culturelles.
Le nom de l'Éguillette semble venir du mot provençal ayguade qui désigne un point d'eau douce qui servait au ravitaillement des navires. 